# Hans Memling
Hans Memling of Jan van Menninghen (Seligenstadt, ca. 1430-40 – Brugge, 11 augustus 1494) was een kunstschilder afkomstig uit het keurvorstendom Mainz. Hij wordt algemeen beschouwd als een van de prominenten van de Oudnederlandse schilderkunst, beter bekend als de Vlaamse Primitieven.

## Biografie
Memling werd geboren in het Duitse Seligenstadt aan de Main, in het voormalige keurvorstendom Mainz. Zijn naam wordt ook wel gespeld als Memlinc, Memlinck, Mamlinc, Memmelinge, Memmeling en Memelingen. Als zijn voornaam wordt ook wel Jan genoemd en, naar de plaats waar hij werkte, Hans van Brugge. Zijn moeder Luca Styrn was eerst gehuwd met Henricus Appel. Haar tweede man was Hamman Momilingen, de vader van de kunstschilder.
Het is uit de overeenkomst in de stijl en het gebruik van de kleuren, zeer gevarieerd, afgeleid dat Memling, voordat hij verder naar Vlaanderen reisde, bij Stefan Lochner in Keulen heeft verbleven, vóór 1451, het jaar dat Lochner kwam te overlijden. Vermoedelijk tussen 1451 en 1465, toen hij zich in Brugge kwam vestigen, genoot Memling in Brussel een opleiding bij Rogier van der Weyden, die evenals Memling zelf bij de Vlaamse Primitieven wordt gerekend.
Memling werd op 30 januari 1465 ingeschreven in de Poortersboeken van de stad Brugge en was op dat moment niet onbemiddeld, want de Poortersmelding kostte hem 24 schellingen en dat was toch het maandloon van een handwerker. Op dat ogenblik was Brugge de geliefde verblijfplaats van het Bourgondische hof, centrum van internationale handelscompagnieën en bedrijvig in de geldhandel. Hij werd in 1467 ingeschreven in het Brugse Sint-Lucasgilde en gaf daar de portretkunst een nieuwe wending door de traditionele donkere achtergrond te vervangen door een interieur of een landschap. In 1473 trad hij toe tot de gerenommeerde Broederschap van O.L.V. ter Sneeuw, bereikte daarmee een aanzienlijke sociale status en behoorde meteen tot de hoogst bereikbare top als ambachtsman.
Memling bezat in 1486 twee stenen huizen in de Sint-Jorisstraat, waar hij woonde, met een poort met een uitzicht op de Jan Miraelstraat. Hij had in 1466 al een van die huizen in zijn bezit en kon er zelfs tot twee leerlingen onderdak geven. Hij behoorde toen tot de 10% rijkste burgers van Brugge en tot de 875 inwoners, die minstens 1 pond belasting moesten inbrengen voor het bekostigen van de oorlog tussen Frankrijk en Maximiliaan van Oostenrijk. Hij werd door de daaropvolgende economische crisis wel financieel gedupeerd.
Zijn vrouw, Tanne de Valkenaere, stierf in 1486. Ze liet hem drie minderjarige kinderen na: Hannekin, Neelkin en Claykin.
Memling had bij zijn dood blijkbaar niet genoeg geld om in de Sint-Gilliskerk te worden begraven, zoals bij de hogere Brugse kringen gebruikelijk was. Hij is daarvan in de plaats in de Sint-Gillisparochie begraven, toch in Brugge waar hij woonde.

## Over zijn werken
Werk, stijl en techniek van Memling brengen de invloed van Stefan Lochner, Rogier van der Weyden en Jan Van Eyck aan het licht. Hij probeerde figuren en groepen in een realistische omgeving af te beelden en zocht evenwicht en symmetrie in zijn vormen. Hij gaf daarmee een sereen beeld van de wereld en het paradijs, waar heiligen en mensen onderling in harmonie samenleven. Hij drukte aldus in zijn schilderijen een mystiek ideaal uit, hoewel het kan worden geoordeeld dat die iets statischer voorkomen dan die van zijn voorgangers. Hij plaatste, behalve deze manier om zijn schilderijen hun compositie te geven, vaak een driehoekige compositie op het voorplan van zijn tafereel, waarmee hij een duidelijke diepte creëerde. Het Johannesretabel uit het Oud Sint-Janshospitaal van Brugge, de John Donne-triptiek in de National Gallery in Londen en de Madonna met Schenker uit het Kunsthistorisches Museum in Wenen zijn daar voorbeelden van. Memling bakende met verticale architectuurelementen het achterliggende landschap af en doorzichten zorgen voor ruimte naar de diepte toe, zoals in het Johannesaltaar van het Oud Sint-Janshospitaal in Brugge en de Floreins-triptiek in hetzelfde museum.
Het was in de vijftiende eeuw het streven van schilders om het 'ware gezicht' van Jezus weer te geven. Memling baseerde zich daarbij op de beschrijving van Jezus in de brief van Lentulus. 
Het gebruik van het perspectief en het steeds herhalen van het schoonheidsideaal van bepaalde figuren, opvallend bij de Madonnafiguur, krijgt in zijn talloze portretten duidelijke vorm. Opvallend is zijn aandacht voor het afbeelden van heraldiek en het plaatsen van personages in een landschap, waar hij vernieuwend in was. Portret van een onbekende dame en het rechterluik van de Madonna van Nieuwenhove, allebei uit het Oud Sint-Janshospitaal in Brugge, de Portinariportretten uit het Metropolitan Museum of Art in New York, Portret van een man in het Koninklijk Museum voor Schone Kunsten in Brussel, een Portret van een onbekende jonge man in het Musée des beaux-arts de Montréal en een Portret van een jonge Man uit de Gallerie dell'Accademia van Venetië getuigen hiervan. Memling gebruikte voor de Portretten van het echtpaar Moreel in het Museum voor Schone Kunsten in Brussel, Benedetto Portinari in het Uffizi van Florence en het Portret van een man in het Mauritshuis in Den Haag dezelfde techniek.

Passie-altaarstuk 
 1491, in het St. Annen-Museum, Lübeck
Het Portret van Benedetto Portinari uit de Uffizi in Florence, de Triptiek met de Verrijzenis uit het Louvre in Parijs en de Madonna met Schenker uit het Kunsthistorisches Museum in Wenen vertonen decoratieve elementen, die aan de Italiaanse renaissancestijl zijn ontleend. Het is waarschijnlijk dat Italiaanse opdrachtgevers hier de hand in hadden.
Voor het afbeelden van de reële wereld, het schilderen van de achtergrond voor het centrale onderwerp en om diepte te creëren heeft Memling veel van de Vlaamse Primitieven van voor de tijd van Van Eyck geleerd. De Primitieven konden door hun techniek zo diepte creëren dat hun schilderen daarmee hyperrealistisch werden. Op een van de taferelen in het Ursulaschrijn van het Brugse Oud Sint-Janshospitaal worden andere figuren in het kuras van de middelste krijger weerkaatst. Hetzelfde effect komt voor in de spiegel op de Diptiek van Maarten van Nieuwenhove in hetzelfde museum. Natuurgetrouwe weergave van textiel en kostuumonderdelen, juwelen en muziekinstrumenten en een nauwkeurige afbeelding van flora maken het schilderij haast tastbaar, evengoed in het Ursulaschrijn als in het Reinsaltaar of de Moreeltriptiek.
Memling werd vooral door Roger van der Weyden geïnspireerd in zijn streven de vorm en expressie uit te beelden, die hij aan zijn figuren en composities wilde geven. Tegenstellingen worden verzacht en leiden tot het in feite statische eindresultaat, met een vorm die typisch voor Memling is.
Memling schilderde het drieluik met Het laatste oordeel (Muzeum Narodowe, Gdańsk) tussen 1467 en 1471.

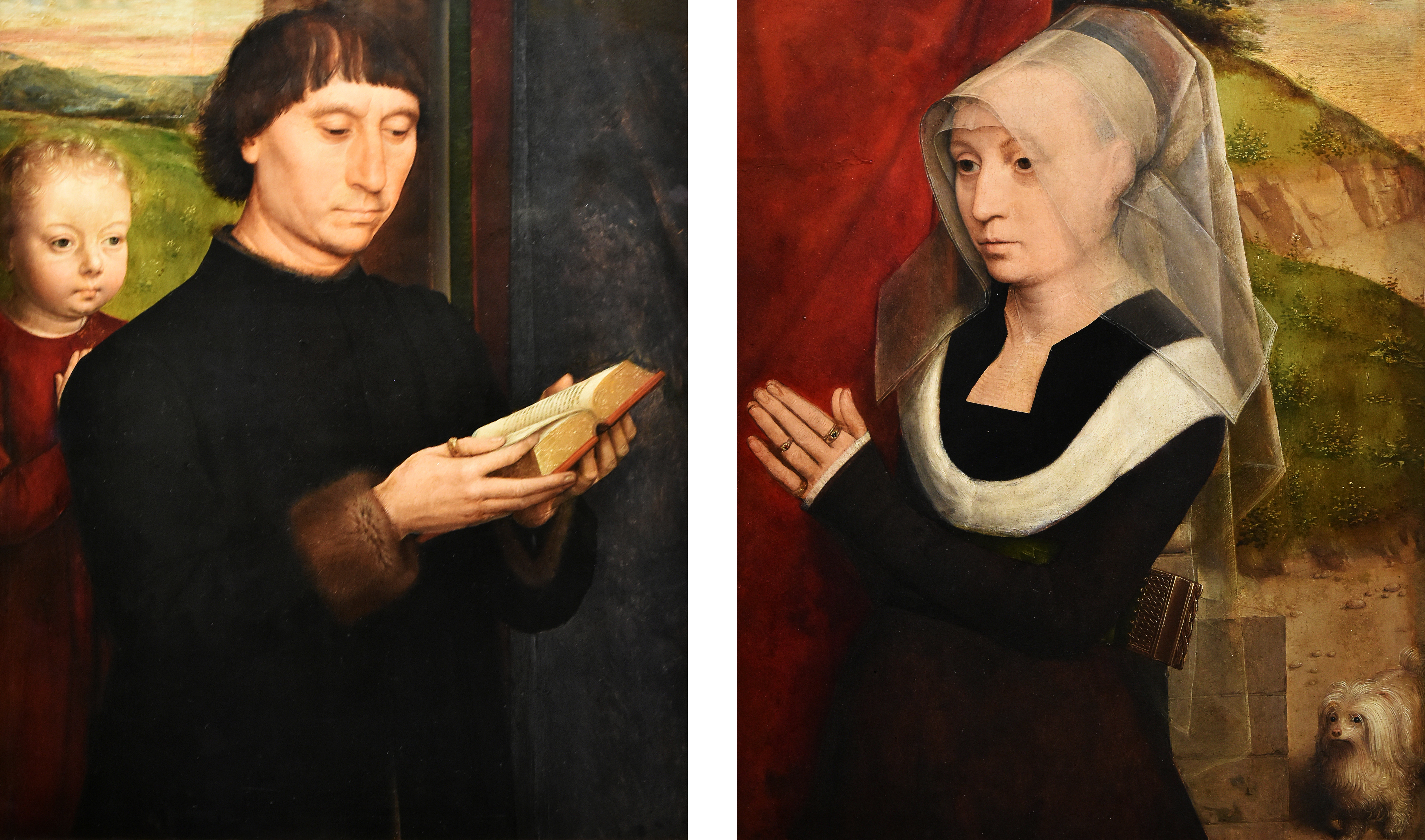
Biddende man en vrouw in Het Noordbrabants Museum

## Biddende man en vrouw
De afbeelding hierboven toont twee schilderijen van Memling, van een man en een vrouw, die hoogstwaarschijnlijk bij hun huwelijk werden gemaakt. De hond op het schilderij van de vrouw is het zinnebeeld van huwelijkstrouw. De zoon, die later werd bijgeschilderd, draagt een rood kruisje op zijn kledij om aan te geven dat hij was overleden. Het hangt in Het Noordbrabants Museum.

## Schilderijen

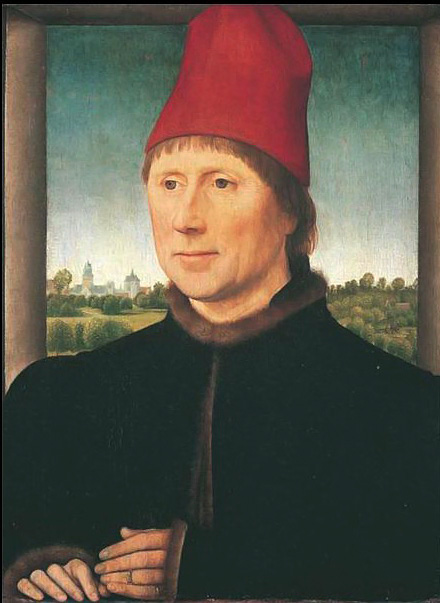
Portret van een man met een rode muts

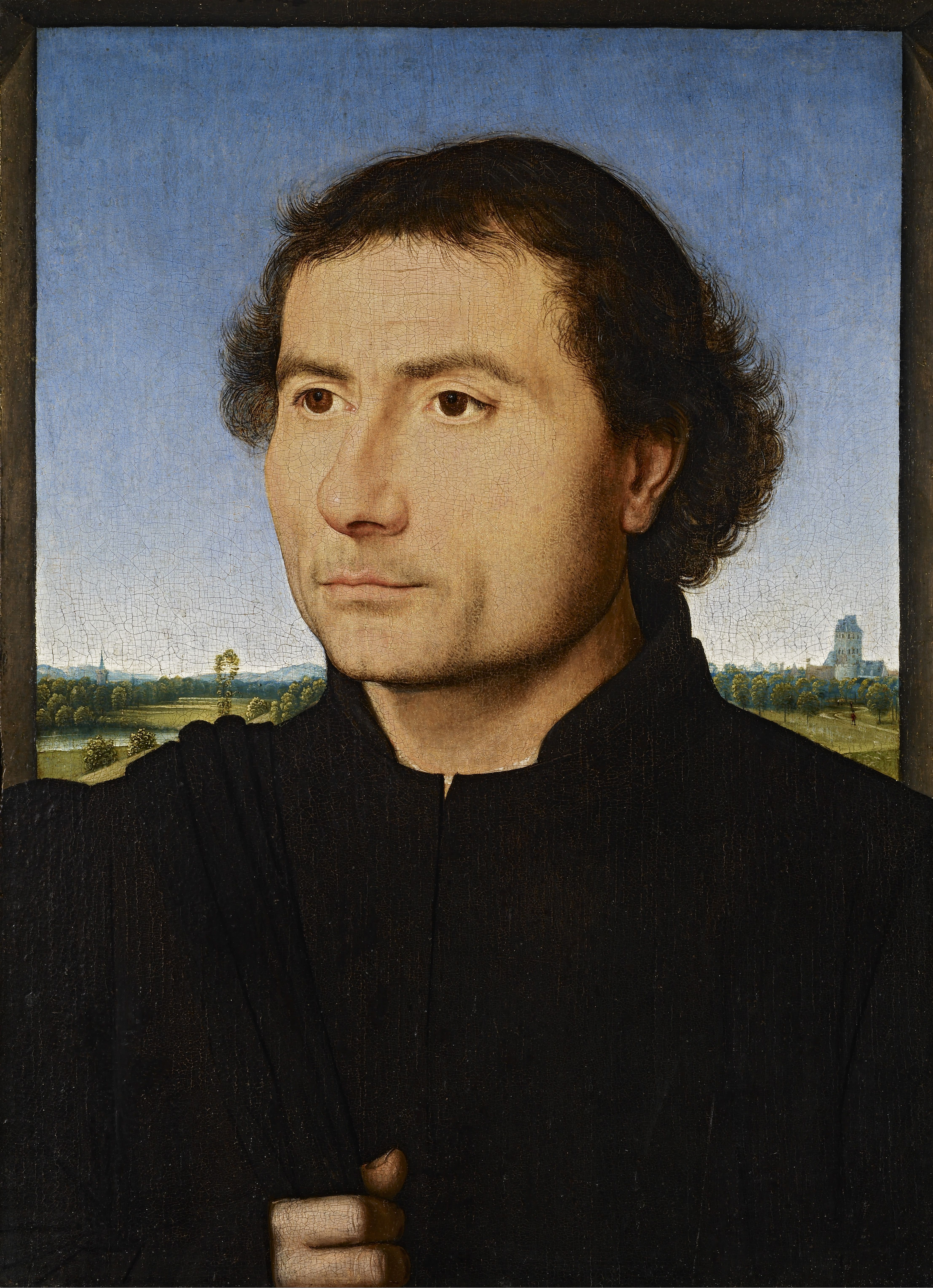
Portret van een man

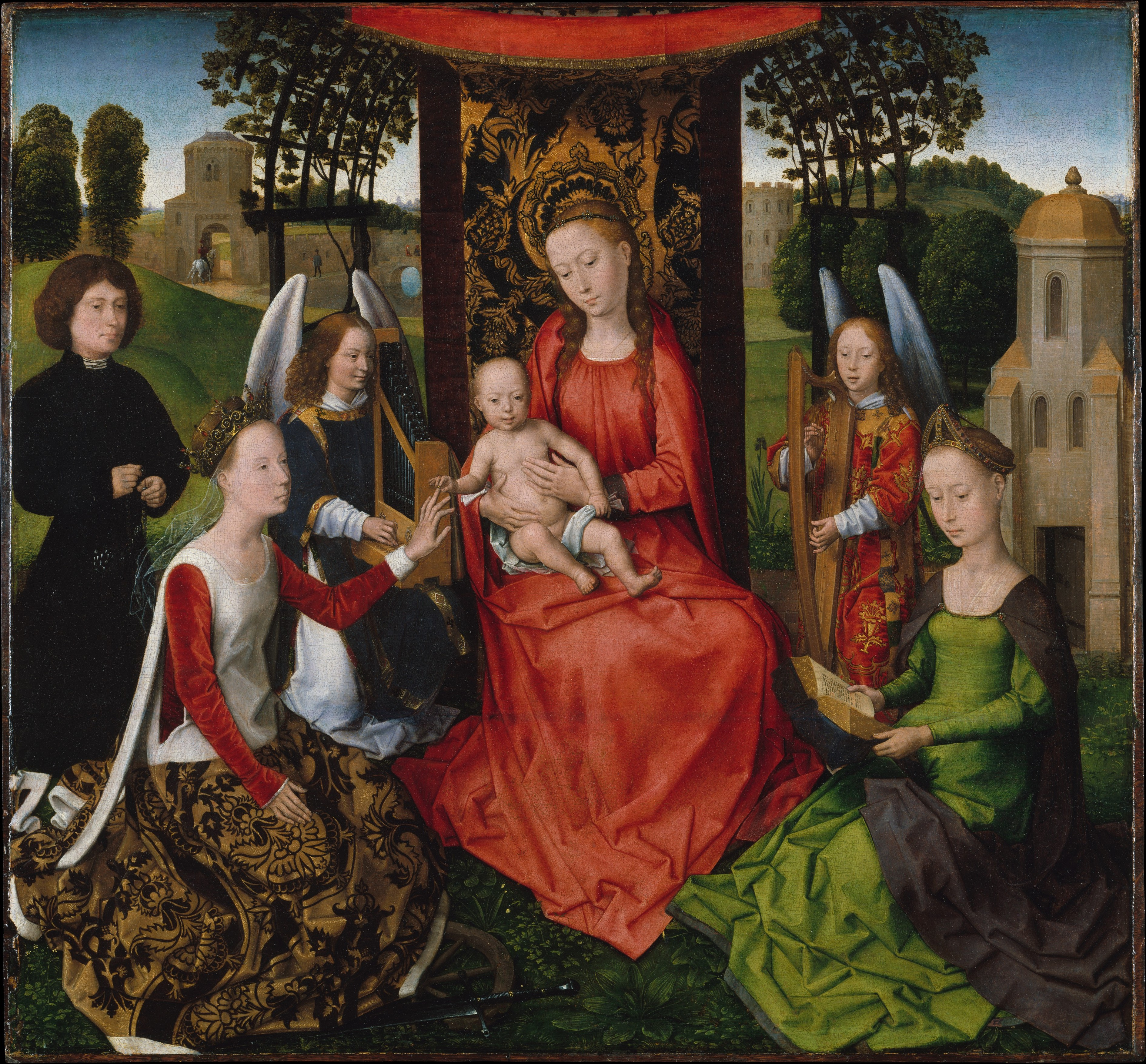
Triptiek met het mystieke huwelijk van de H. Catharina

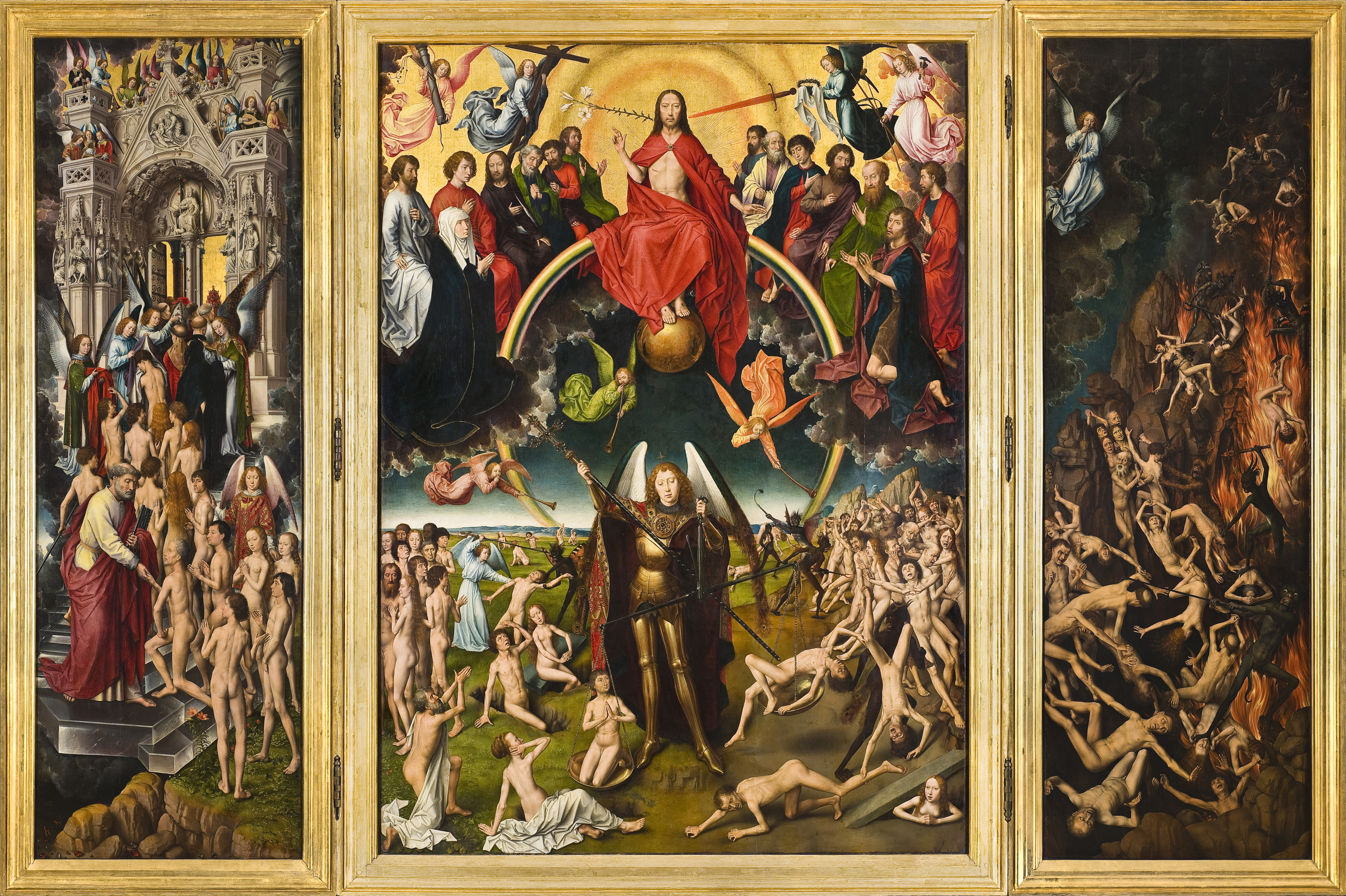
Het Laatste Oordeel

- Portret van een man met een rode muts, circa 1465-1470
- Portret van een man, circa 1470-1475
- Christus met zingende en musicerende engelen, circa 1480-1494
- Triptiek met het mystieke huwelijk van de H. Catharina
- Triptiek met de aanbidding der Wijzen, Floreinstriptiek
- Triptiek met de bewening van Christus, Reinstriptiek
- Reliekschrijn van de heilige Ursula
- Damesportret met Sibylla Sambetha
- Tweeluik met Onze-Lieve Vrouw en Maarten van Nieuwenhove
- Triptiek van Jan Crabbe
- Triptiek van de heiligen Johannes de Doper en Johannes de Evangelist
- Triptiek met de heilige Christophorus, Moreeltriptiek
- Portret van een biddende jongeman
- Diptiek van Jan du Cellier
- Madonna van Jacob Floreins
- Triptiek van Het laatste oordeel
- Maria en Kind met de heilige Antonius Abt
- Maria en Kind met engelen, de heilige Joris en een schenker
- Maria en Kind met een biddende schenker
- Portret van Jacob Obrecht?
- Geboorte van Christus
- Portret van Gilles Joye
- Man met een Romeinse munt
- Portret van Maria Portinari
- Portret van Jan de Leeuw
- Triptiek van Adriaan Reins
- Triptiek van John Donne
- Portret van een onbekende jonge man
- Portret van een man met een pijl
- Triptiek van Benedetto Portinari
- Portret van Tommaso Portinari
- Portret van Maria Portinari
- Portret van een oude man
- Portret van een bejaard echtpaar
- Portretten van Willem Moreel en Barbara van Vlaenderberch
- Portret van een man me een anjer
- Triptiek met de Verrijzenis

## Musea
De schilderijen van Hans Memling zijn in talrijke musea te zien: onder andere in
- Metropolitan Museum of Art in New York
- Koninklijk Museum voor Schone Kunsten in Brussel
- Musée des beaux-arts de Montréal in Montreal
- Gallerie dell'Accademia in Venetië
- Mauritshuis in Den Haag
- Uffizi in Florence
- Louvre in Parijs
- Kunsthistorisches Museum in Wenen
- National Gallery in Londen
- Museum Sint-Janshospitaal museum in Brugge
- Groeningemuseum in Brugge
- Museum Narodowe in Gdańsk, Polen
- Koninklijk Museum voor Schone Kunsten in Antwerpen
- Gemäldegalerie in Berlijn

## Straten
- Hans Memlingdreef, Ieper
- Hans Memlingdreef, Lommel
- Hans Memlinglaan, Bilthoven
- Hans Memlinglaan, Brugge

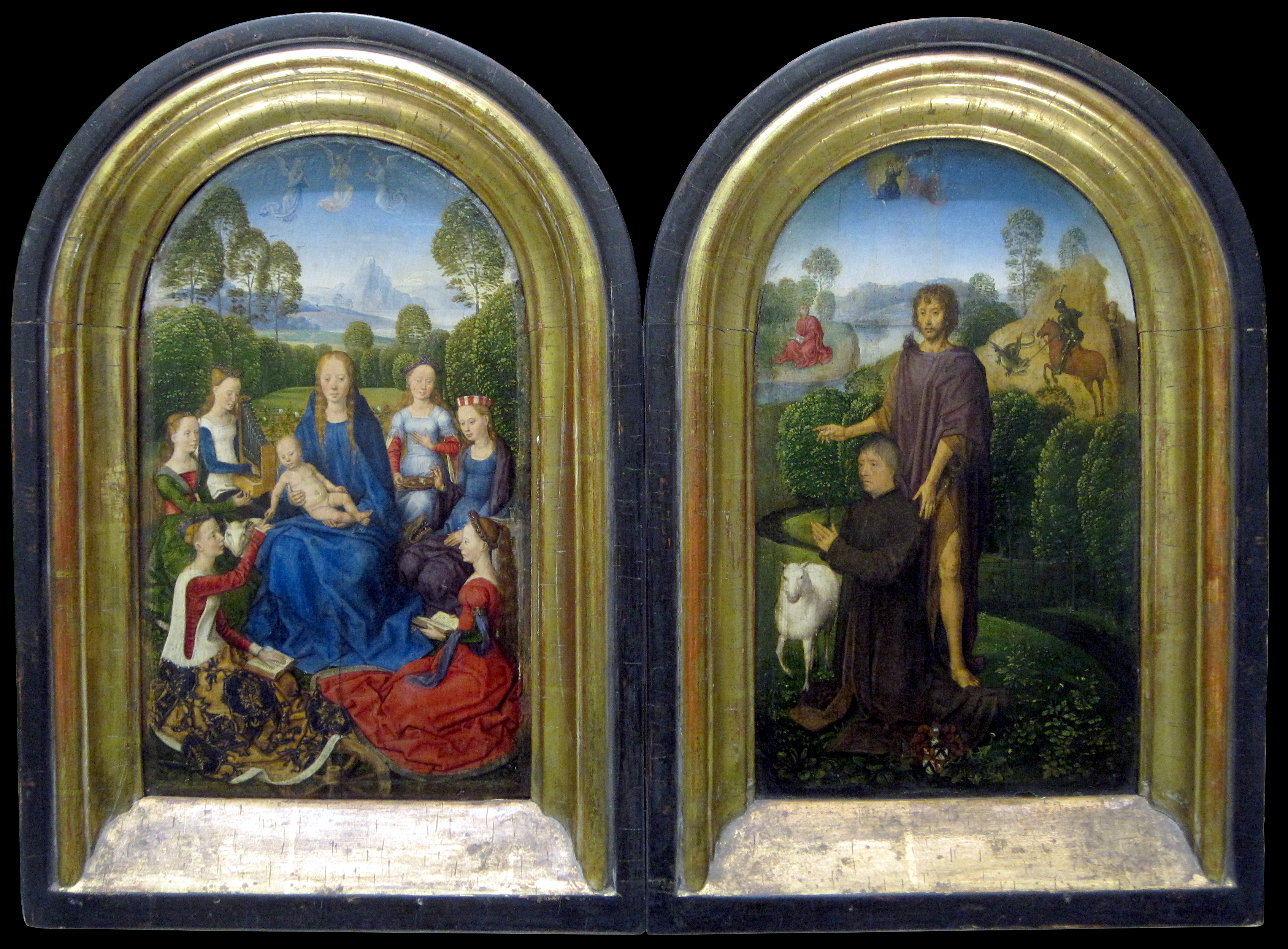
Diptiek van Jan du Cellier, Louvre, Parijs

- Hans Memlingstraat, Gent (Sint-Amandsberg)
- Hans Memlingstraat, Kortrijk (Marke)
- Hans Memlingstraat, Roeselare
- Hans Memlingstraat, Woerden
- Memlingstraat, Amersfoort
- Memlingstraat, Amsterdam
- Memlingstraat, Anderlecht
- Memlingstraat, Antwerpen
- Memlingstraat, Krimpen aan den IJssel
- Memlingstraat, Vilvoorde

- Bibsys: 90825260
- Biblioteca Nacional de España: XX1179009
- Bibliothèque nationale de France: cb119481733 (data)
- Biografisch Portaal: 13151671
- Catàleg d'autoritats de noms i títols de Catalunya: 981058513919106706
- CiNii: DA02996850
- Gemeinsame Normdatei: 118580647
- International Standard Name Identifier: 0000 0001 2100 6549
- KulturNav: cc77c748-893b-4058-8164-da28eac8905c
- Library of Congress Control Number: n50013910
- Nationale Bibliotheek van Letland: 000201025
- MusicBrainz: 2c5a086c-1674-4915-8c94-4ccaacc7b563
- National Gallery of Victoria: 1113
- Nationale Bibliotheek van Tsjechië: js20050808003
- Nationale bibliotheek van Australië: 35346391
- Nationale Bibliotheek van Israël: 987007463350205171
- Nationale Bibliotheek van Polen: a0000001183381
- Nederlandse Thesaurus van Auteursnamen: 068881657
- Réseau des bibliothèques de Suisse occidentale: 02-A000112912
- RKD-Nederlands Instituut voor Kunstgeschiedenis: 55174
- LIBRIS: 76480
- SNAC: w605882s
- Système universitaire de documentation: 027440958
- Trove: 920227
- Union List of Artist Names: 500005611
- Virtual International Authority File: 36926265
- WorldCat: E39PBJcKKWr6x4DKyWmGWmcwYP

Portret van een man met een rode muts (1465-70) · Het laatste oordeel (1467-71) · Portret van Barbara van Vlaendenbergh (1470-1472) · Portret van een man (1470-75) · Triptiek van Jan Floreins (1479) · Triptiek van Adriaan Reins (1480) · Christus met zingende en musicerende engelen (ca. 1480-94) · Moreeltriptiek (1484) · Man met een Romeinse munt (na 1480)